# Ruta Provincial 71 (Chubut)
La Ruta Provincial 71 es una carretera ubicada en el noroeste de la provincia del Chubut. Con dirección general norte-sur discurre entre el límite con Chile y la ruta nacional 40.
Se caracteriza por circular, en parte, por el parque nacional Los Alerces y por su interés turístico.

## Tramos
La ruta puede dividirse en varios tramos. A continuación se enumeran y se indica su longitud.
| # | Inicio                                | Fin                                   | Longitud (km) |
| - | ------------------------------------- | ------------------------------------- | ------------- |
| 1 | Ruta nac. 40                          | Ruta prov. 15 (Cholila)               | 29.30         |
| 2 | Ruta prov. 15 (Cholila)               | A32 (Lago Cholila)                    | 4.77          |
| 3 | A32 (Lago Cholila)                    | Portada Norte Parque nac. Los Alerces | 17.50         |
| 4 | Portada Norte Parque nac. Los Alerces | A11 (Villa Futalaufquen)              | 51.82         |
| 5 | A11 (Villa Futalaufquen)              | Ruta prov. 72 (Estancia Amancay)      | 19.80         |
| 6 | Ruta provincial 72 (Estancia Amancay) | A49 (Trevelin)                        | 10.90         |
| 7 | A49 (Trevelin)                        | Ruta prov. 34                         | 2.10          |
|   | Suma                                  |                                       | 136.19        |

## Recorrido
Recorriéndola en sentido del norte al sur, la ruta comienza en la ruta nacional 40, a unos 7 km al sur de la localidad de Epuyén en el punto donde la ruta nacional toma dirección este-oeste y se aleja de la zona andina.
La ruta discurre paralela al río Blanco, pasa cerca del aeródromo de Cholila, cruza el río Tigre para ingresar a dicha localidad como avenida Independencia. Sale de la localidad, como avenida 15 de Diciembre. Discurre paralela a los ríos Tigre y Carrileufú. Cruza la localidad de Villa Lago Rivadavia, pasa por la costa oriental del lago Rivadavia e ingresa en zona de reserva nacional del parque nacional Los Alerces. En esta zona la ruta corre por la ladera occidental del cordón Rivadavia. 

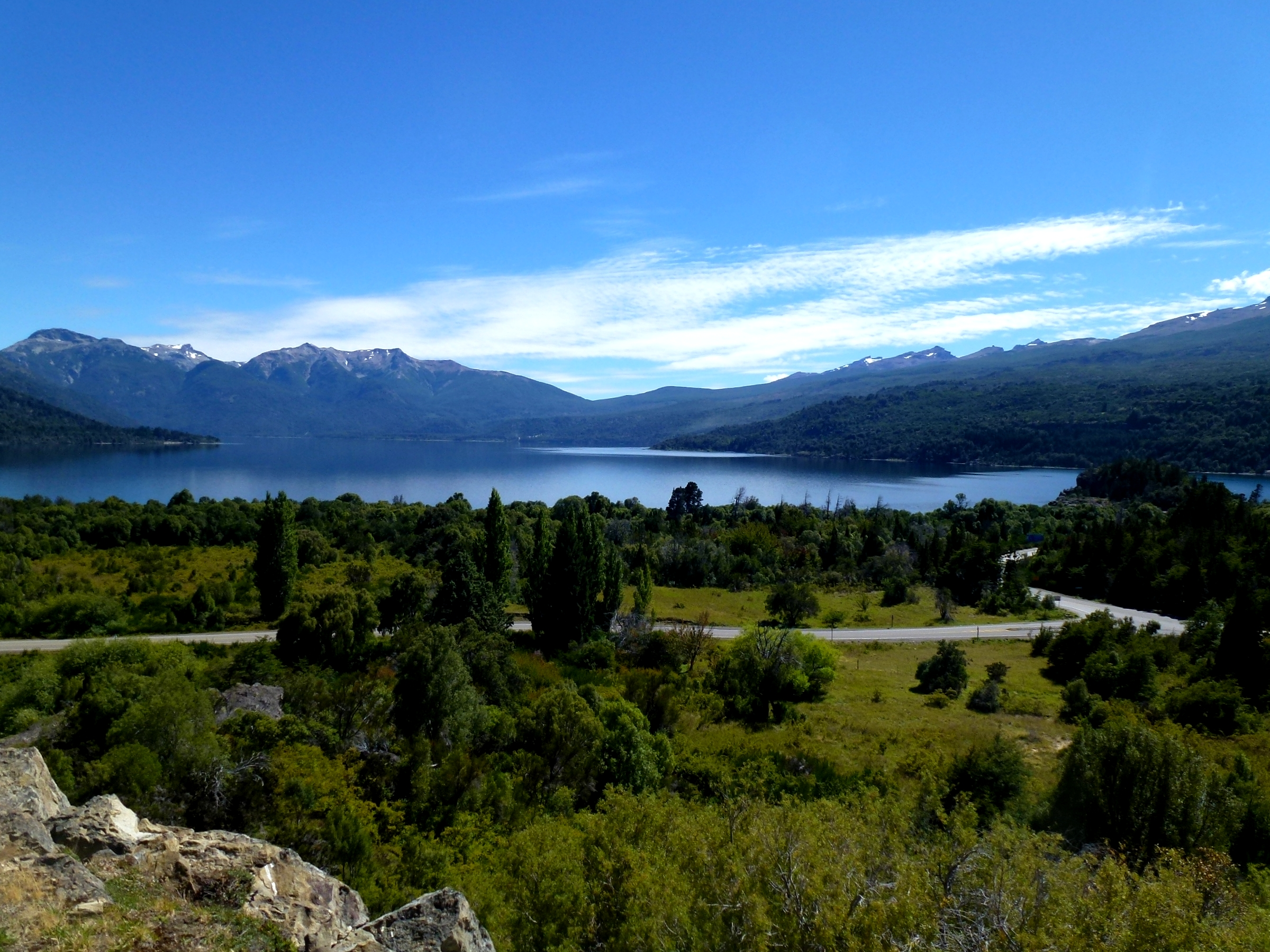
Caminos cercanos a Villa Futalaufquen en el Parque nacional Los Alerces. A la derecha, RP 71; al centro, el acceso a la villa. Al fondo el lago Futalaufquen.

Discurre paralelo al río Rivadavia, por la costa oriental de lago Verde, río Arrayanes y costa nor-oridental del lago Futalaufquen. En cercanías de Villa Futalaufquen, cruza el río Desaguadero y discurre paralelo a este. Abandona el parque nacional, pasa por la margen sur de la laguna Terraplén. Aquí tiene el empalme con la ruta provincial 72 que lleva a Esquel. Llega al valle del río Percey y discurre por su margen occidental. En este tramo empalma con dos accesos que a través de sendos puentes la conectan con la localidad de Trevelin y la ruta nacional 259.
Según el Mapa de Situación del Gobierno provincia, la ruta termina en Aldea Escolar.

## Historia
En julio de 1979, mediante decreto nacional n.° 1595, el gobierno nacional aprueba la remodelación de la Red Nacional de Caminos. En este marco, la ruta nacional 258 pasa a jurisdicción provincial o municipal. Se trataba de un tramo de 127 km entre Epuyén y Trevelin (provincia de Chubut) en los cuales había incluso un sector interrumpido.

### Pavimentación
Desde la laguna Terraplén hasta la Intendencia del Parque Nacional (Villa Futalaufquen), fue asfaltada alrededor el año 2006.
Desde Trevelin hasta laguna Terraplén, tramo de 14 km, fue pavimentada en 3 etapas desde el año 2011 hasta el 2013
Ruta nacional 40 - Cholila: el pavimento fue inaugurado en junio de 2012.
Entre el Portal Norte del Parque Nacional Los Alerces y el acceso a Villa Futalaufquen: De este tramo de 62 km, para el otoño de 2012 había 10 km pavimentados. En septiembre de 2021 se licita un nuevo tramo de 12 km. Para abril de 2022 la obra estaba completada en un tercio.
La ruta 71 en el centro del mapa. El pavimento corresponde al año 2011.
Entre Cholila y Portal Norte, pasando por Villa Rivadavia: sigue de ripio pero en el año 2023 están iniciadas las gestiones para su pavimentación.

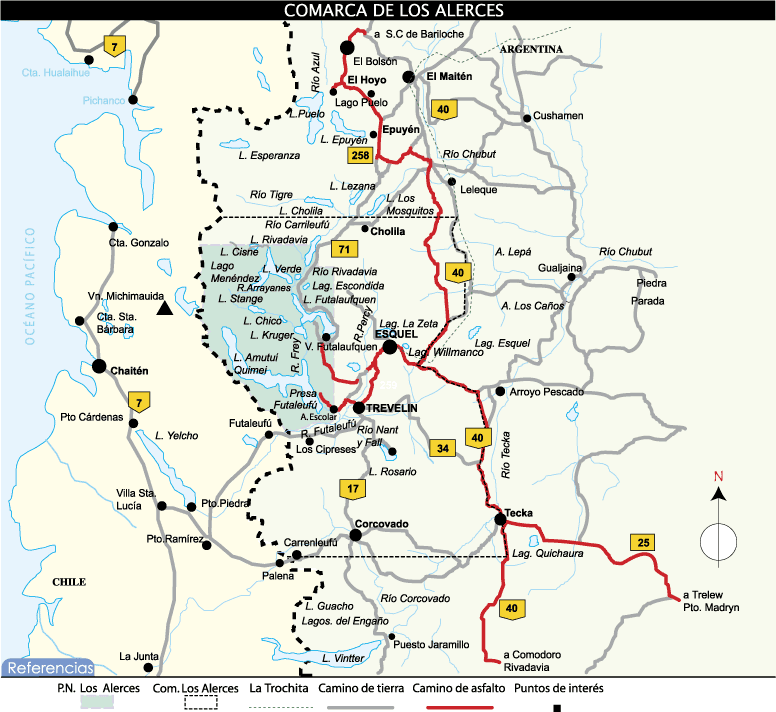
Mapa de la comarca Los Alerces.

## Localidades
- Departamento Cusahmen: 
  - Cholila (km 28)
  - Villa Lago Rivadavia (km 43)
- Departamento Futaleufú: 
  - Villa Futalaufquen (km 102)
  - Trevelin (km 134)
  - Aldea Escolar (km 142)[18]